# 延命寺 (坂東市)
延命寺（えんめいじ）は、茨城県坂東市にある真言宗豊山派の寺院。なお、当寺の約4キロメートル南東の同市神田山に院号が類似する「延命院」がある。そちらの寺は真言宗智山派であり、将門ゆかりの寺でもある。延命院には「将門の胴塚」がある。

## 歴史
1445年（文安2年）、守谷城の城主の相馬氏の開基である。平将門の居所「石井営所」の鬼門除けとして祀った薬師如来が本尊となっている。将門の死後に隠匿し、後に湿地帯に安置したことから、「島の薬師」と呼ばれている。この薬師如来は秘仏となっている。
かつては国王神社の隣に位置していたが、享保年間（1716年 - 1736年）に現在地に移転した。

## 文化財
- 延命寺山門（坂東市指定文化財 昭和48年2月1日指定）[3]
- 延命寺石製太鼓橋（坂東市指定文化財 昭和48年2月1日指定）[3]
- 木造地蔵菩薩立像（坂東市指定文化財 平成17年1月25日指定）[3]
- 木造如意輪観音坐像（坂東市指定文化財 平成17年1月25日指定）[3]

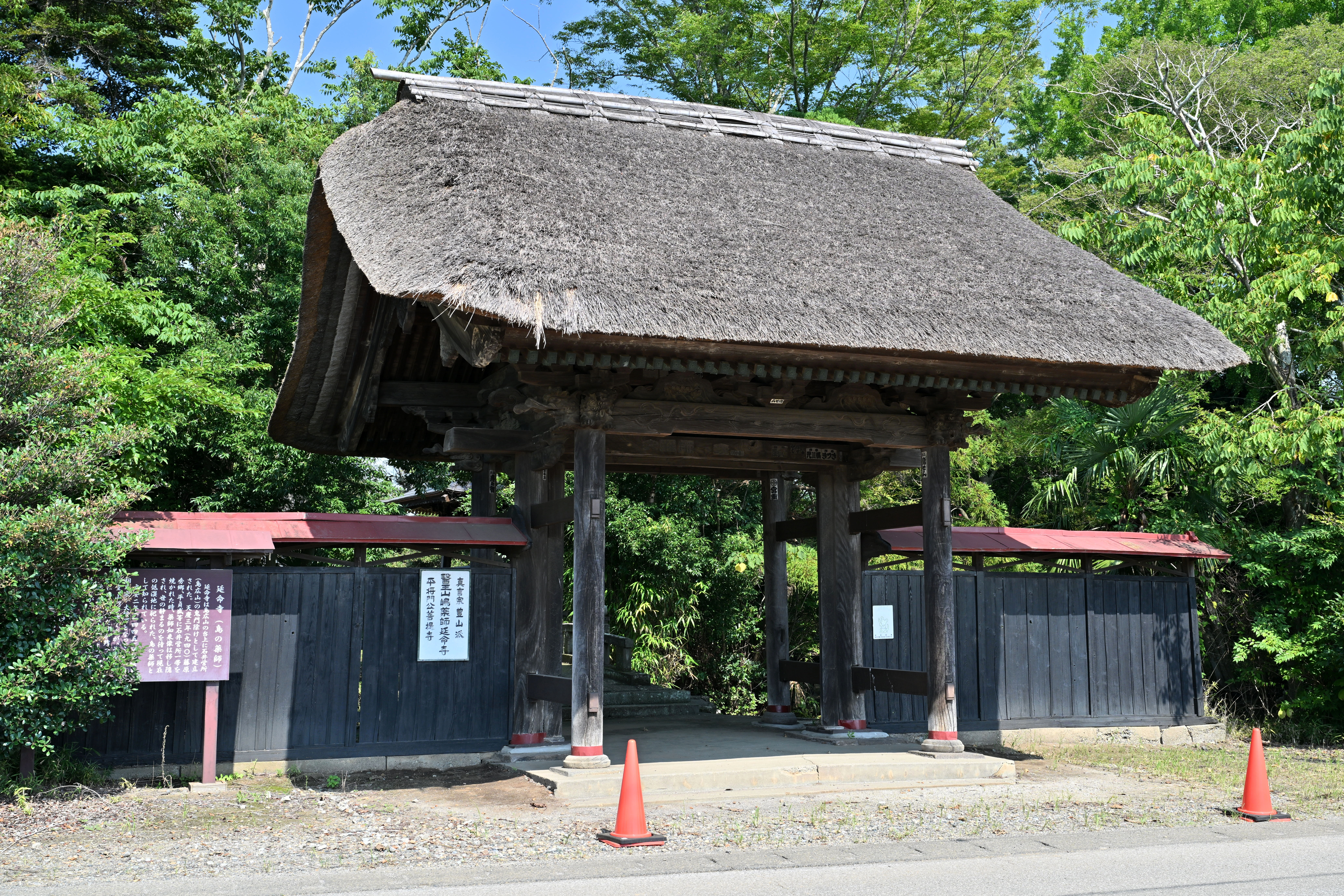
山門
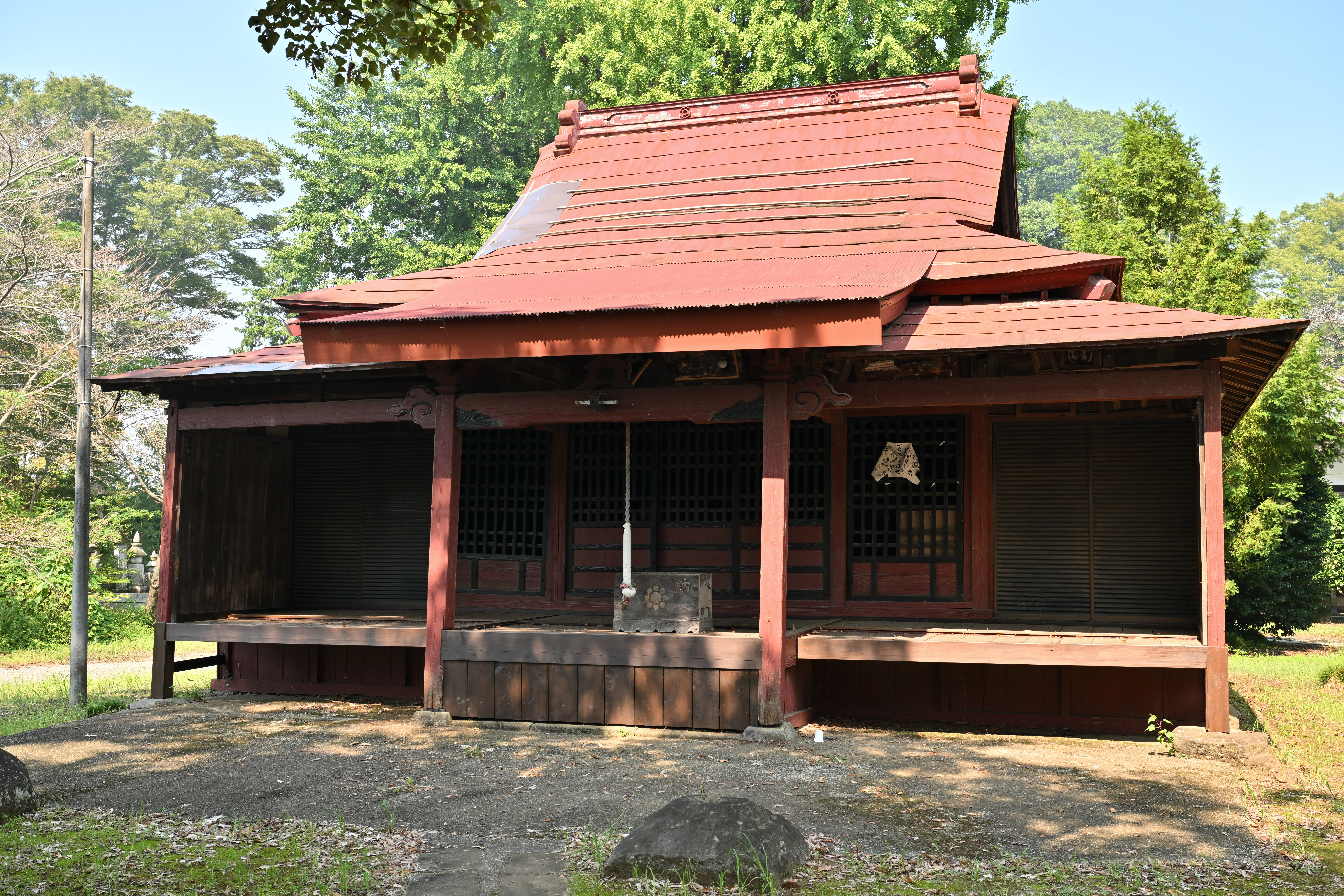
薬師堂
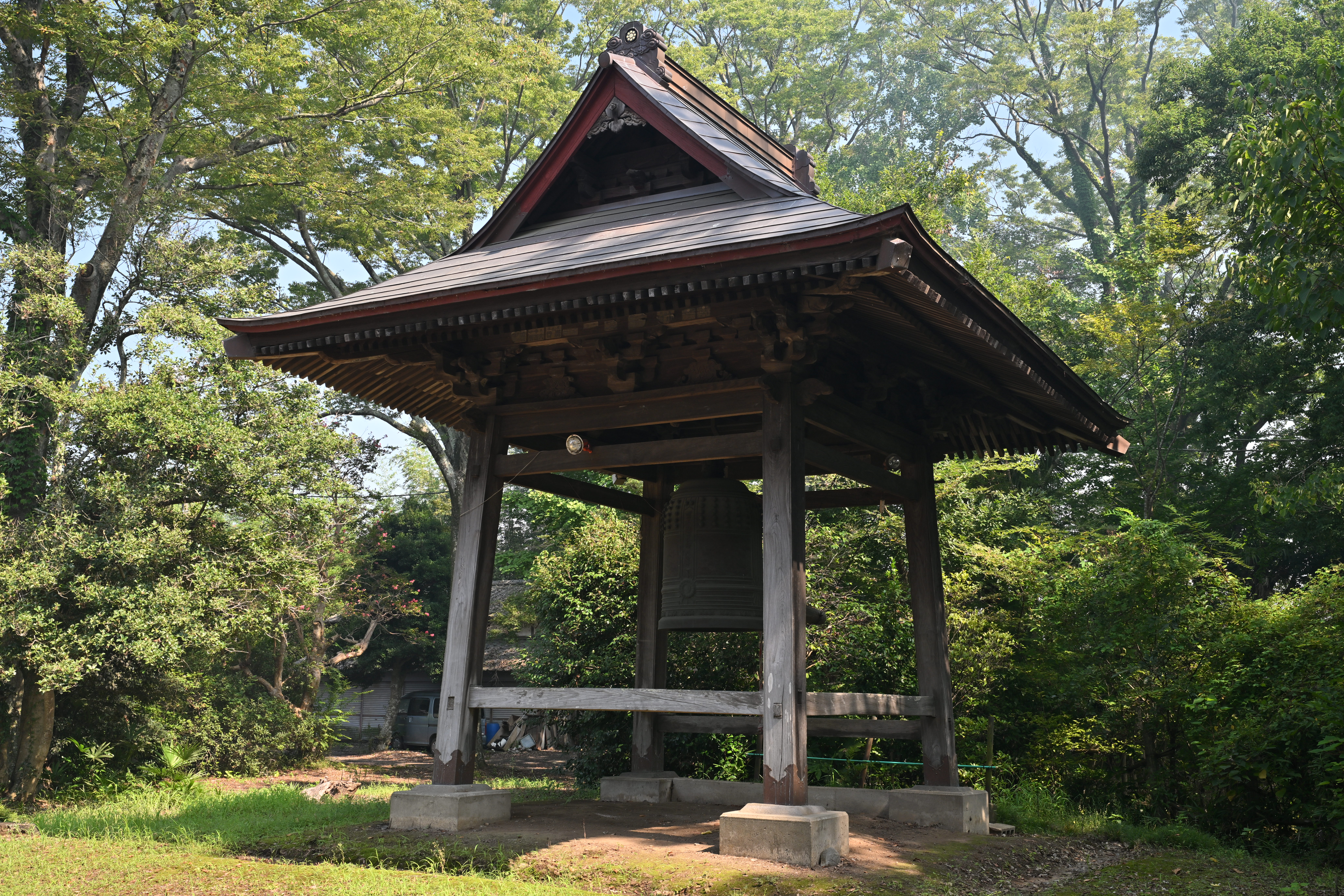
鐘楼
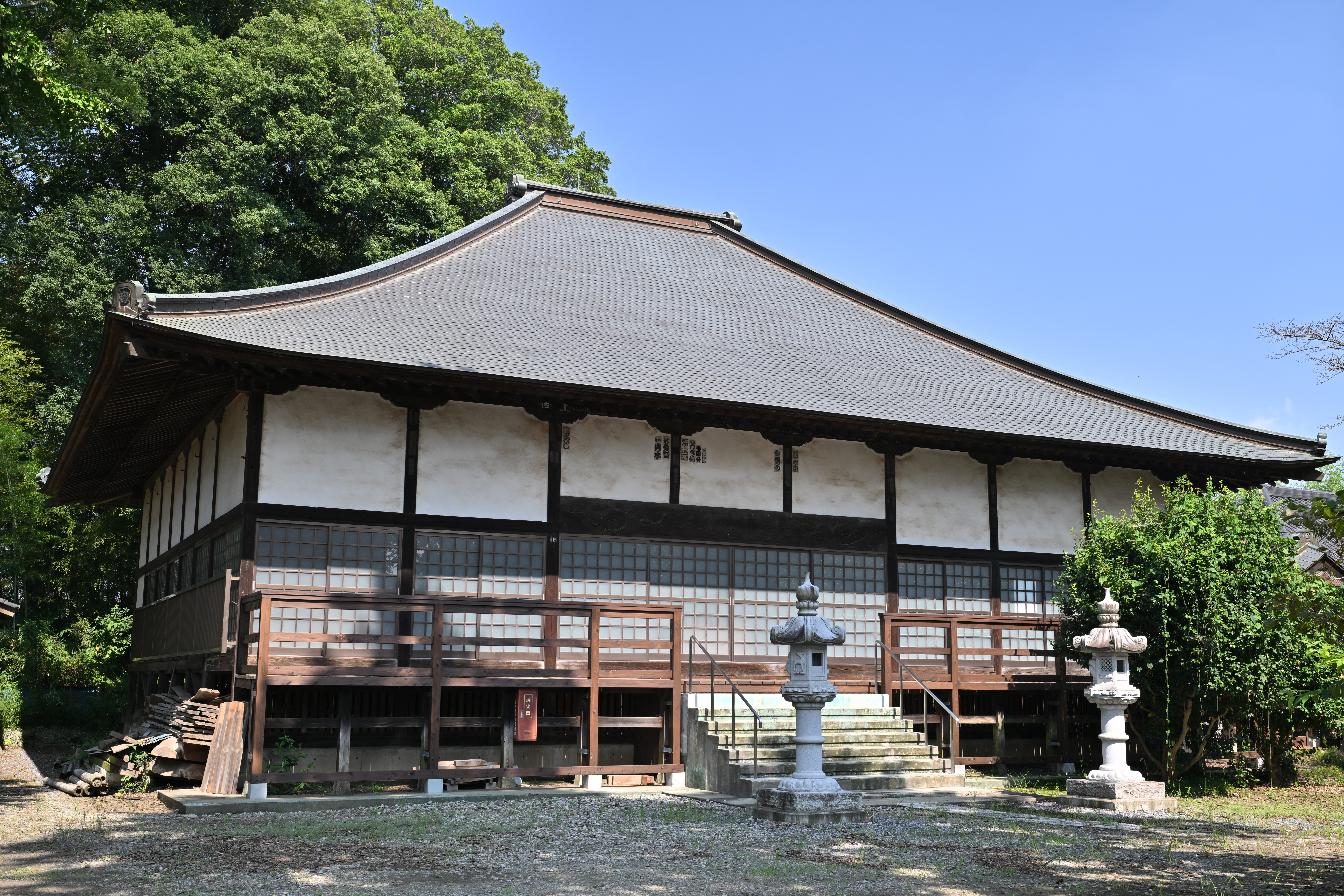
本堂

## 交通アクセス
- 路線バス岩井警察署前停留所より徒歩19分。